# サビニ人

紀元前5世紀のラティウムの諸民族（ラテン語表記）

サビニ人（サビニじん、ラテン語: Sabini、サビーニー人とも）は、イタリア半島に位置するローマの北東、ティベリス川一帯に住んでいた古代の部族である。好戦的で城壁を持たない町に住んでおり、サビニ人は自らの起源をスパルタからの移民であると言っている、と言われている。
ローマ人によって女が強奪されたいわゆるサビニの女たちの略奪の後、ローマと4度の戦争を起こすが、結果的にローマに併合された。サビニ族出身のクラウディウス氏族はローマ最高の名門に登り詰めている。

## 言語
サビニ語を話していた。サビニ語に関する記録はほとんど残っていないが、イタリック語派ウンブリア語の一種とされている。
ローマ帝国五代皇帝、ネロとは、サビニ人の言葉では「勇敢な男」を意味するという。

## サビニに関連する人物
- ティトゥス・タティウス - サビニ王
- ヌマ・ポンピリウス - 王政ローマ王
- アンクス・マルキウス - 王政ローマ王
- クイントゥス・セルトリウス - 共和政ローマの将軍
- アッティウス・クラウズス - クラウディウス氏族の創始者
- プブリウス・ウァレリウス・プブリコラ - ウァレリウス氏族の創始者
- ガイウス・サッルスティウス・クリスプス - 政治家・歴史家
- マルクス・テレンティウス・ウァロ - 学者・著作家・政治家